# Bayaney
Bayaney es un barrio ubicado en el municipio de Hatillo en el estado libre asociado de Puerto Rico. En el Censo de 2010 tenía una población de 3550 habitantes y una densidad poblacional de 176,06 personas por km².

## Geografía
Bayaney se encuentra ubicado en las coordenadas 18°21′10″N 66°48′24″O / 18.35278, -66.80667. Según la Oficina del Censo de los Estados Unidos, Bayaney tiene una superficie total de 20.16 km², de la cual 20.16 km² corresponden a tierra firme y (0.01%) 0 km² es agua.

## Demografía
Según el censo de 2010, había 3550 personas residiendo en Bayaney. La densidad de población era de 176,06 hab./km². De los 3550 habitantes, Bayaney estaba compuesto por el 89.41% blancos, el 3.07% eran afroamericanos, el 0.08% eran amerindios, el 0.11% eran asiáticos, el 5.66% eran de otras razas y el 1.66% pertenecían a dos o más razas. Del total de la población el 99.15% eran hispanos o latinos de cualquier raza.